# Valea Verzei
Valea Verzei – wieś w Rumunii, w okręgu Buzău, w gminie Cănești. W 2011 roku liczyła 131 mieszkańców.